# Kościół Wniebowzięcia Najświętszej Maryi Panny w Mqabbie
Kościół Wniebowzięcia Najświętszej Maryi Panny (malt. Il-Knisja ta’ Santa Marija Assunta, ang. Church of the Assumption of the Blessed Virgin Mary), znany lokalnie jako kościół Santa Marija (malt. il-Knisja ta’ Santa Marija, ang. St. Mary’s Church) – rzymskokatolicki kościół parafialny położony w miejscowości Mqabba na Malcie.

## Historia
Parafia Mqabba została utworzona w 1598, a na kościół parafialny wybrano kościół św. Bazylego. Budowę nowego kościoła rozpoczęto w 1663. Kościół ukończono 28 czerwca 1699, jednocześnie przenosząc do niego funkcję kościoła parafialnego. Nowy kościół zbudowano na miejscu dwóch kaplic, jednej poświęconej Wniebowzięciu Maryi, a drugiej Zwiastowaniu (lub Nawiedzeniu), o których wspomniał Msgr. Pietro Dusina w 1575 podczas swojej wizyty apostolskiej. Świątynia otrzymała wezwanie Wniebowzięcia Najświętszej Maryi Panny, podobnie jak jedna z kaplic, natomiast drugą kaplicę upamiętnił ołtarz w nowym kościele.
Kościół został poważnie uszkodzony podczas II wojny światowej. Uszkodzenia obejmowały zawalenie się kopuły i dachu południowego transeptu, uszkodzona została też zakrystia i prezbiterium. Prace remontowe zakończono w 1947. Uważa się, że powojenne naprawy przeprowadzono pod kierunkiem Andrei Micallefa, a kopuła została zbudowana według innego projektu niż pierwotny.

## Architektura
Plan kościoła oparty jest na krzyżu łacińskim składającym się z nawy, prezbiterium i transeptu. Podzielony jest na trzy przęsła wzdłuż nawy oraz jedno przęsło przy prezbiterium i transepcie. Projekt kościoła przypisuje się Giovanniemu Barbarze, jednak dowody w postaci dokumentów potwierdzających to twierdzenie są ograniczone.

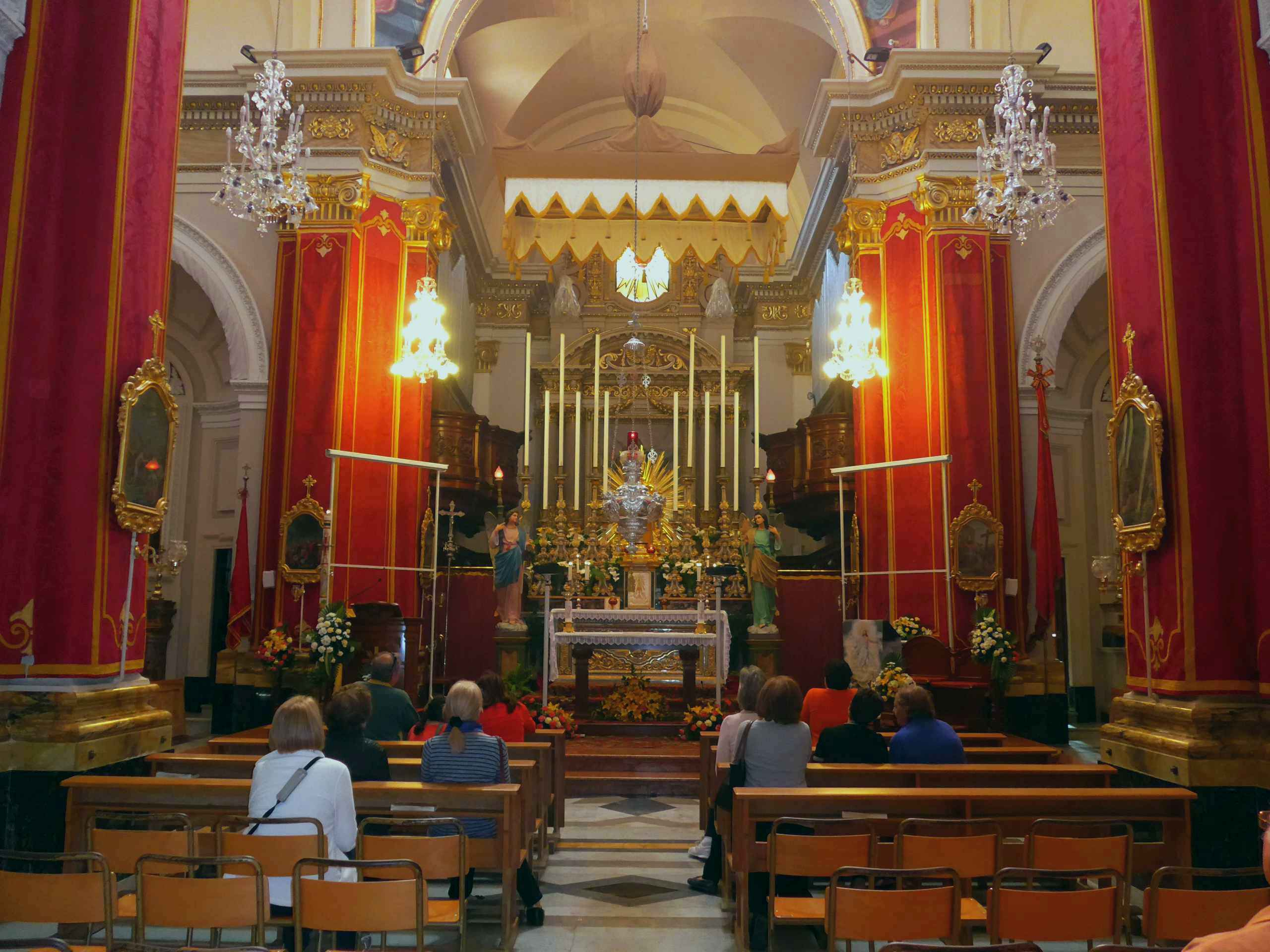
Wnętrze kościoła.

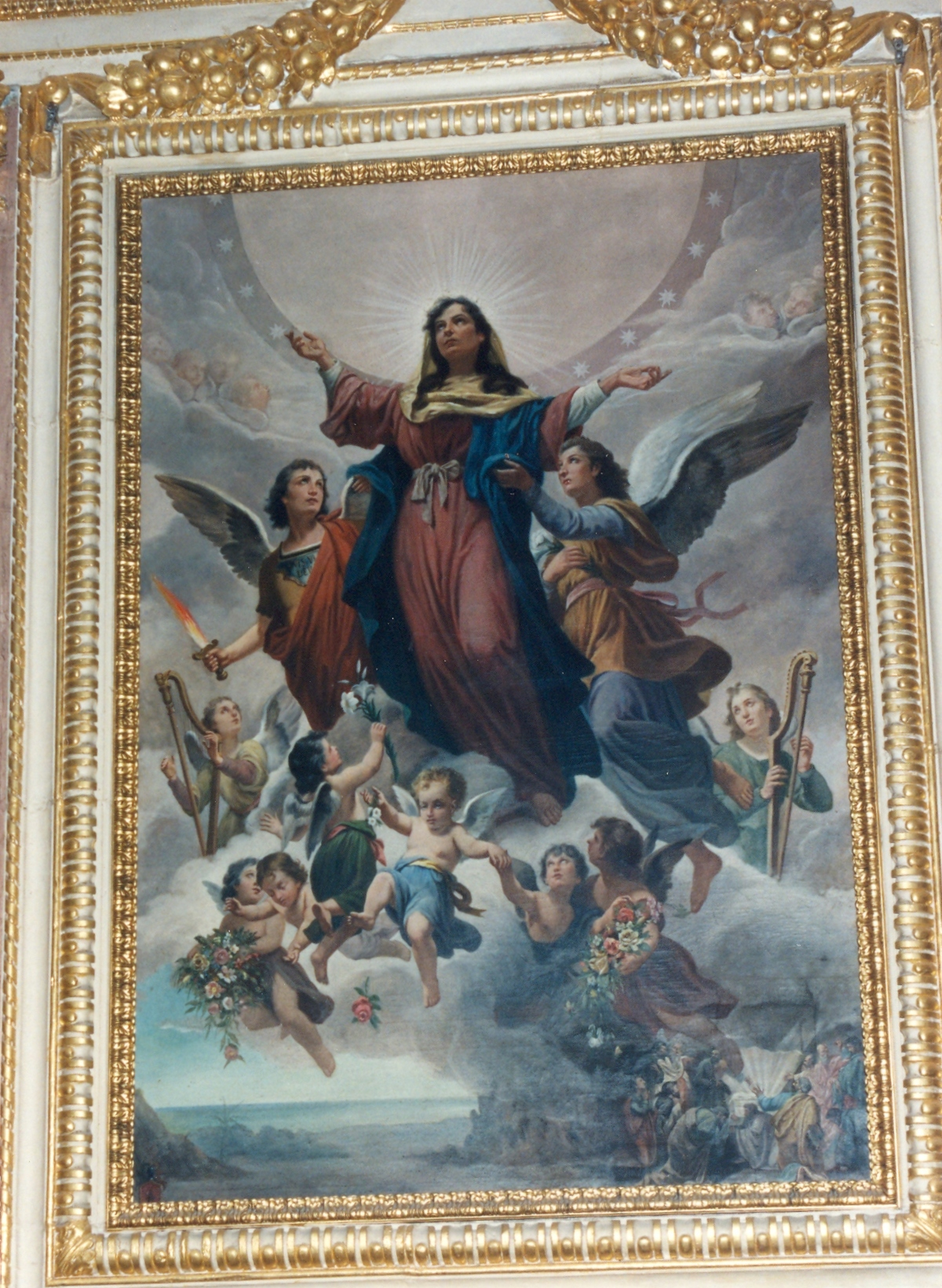
Obraz tytularny.

Fasada zachodnia jest raczej powściągliwa pod względem architektonicznym. Jest wzniesiona na nisko podniesionych cokołach z szeregiem trzech płaskich pilastrów po obu stronach głównego portalu, które zwieńczone są doryckimi kapitelami. Portal główny otoczony jest prostokątną listwą kamienną i zwieńczony jest okrągłym frontonem segmentowym. Na całej szerokości fasady znajduje się grube belkowanie zwieńczone jest ciężkim gzymsem. Fasada kończy się pustą ścianą, w której znajduje się prostokątne okno.
Ponad widoczne są połamane edykuły oraz okrągły, wysoki cokół z figurą Chrystusa z krzyżem. Ozdobą obu stron fasady są dwie figury maryjne. Kościół ma także ośmiokątną kopułę i dzwonnicę.
Wewnątrz znajduje się ołtarz główny oraz dziewięć ołtarzy bocznych.

## Ochrona dziedzictwa kulturowego
27 września 2013 kościół wpisany został na listę National Inventory of the Cultural Property of the Maltese Islands pod nr. 01843.